# Bistum Jackson

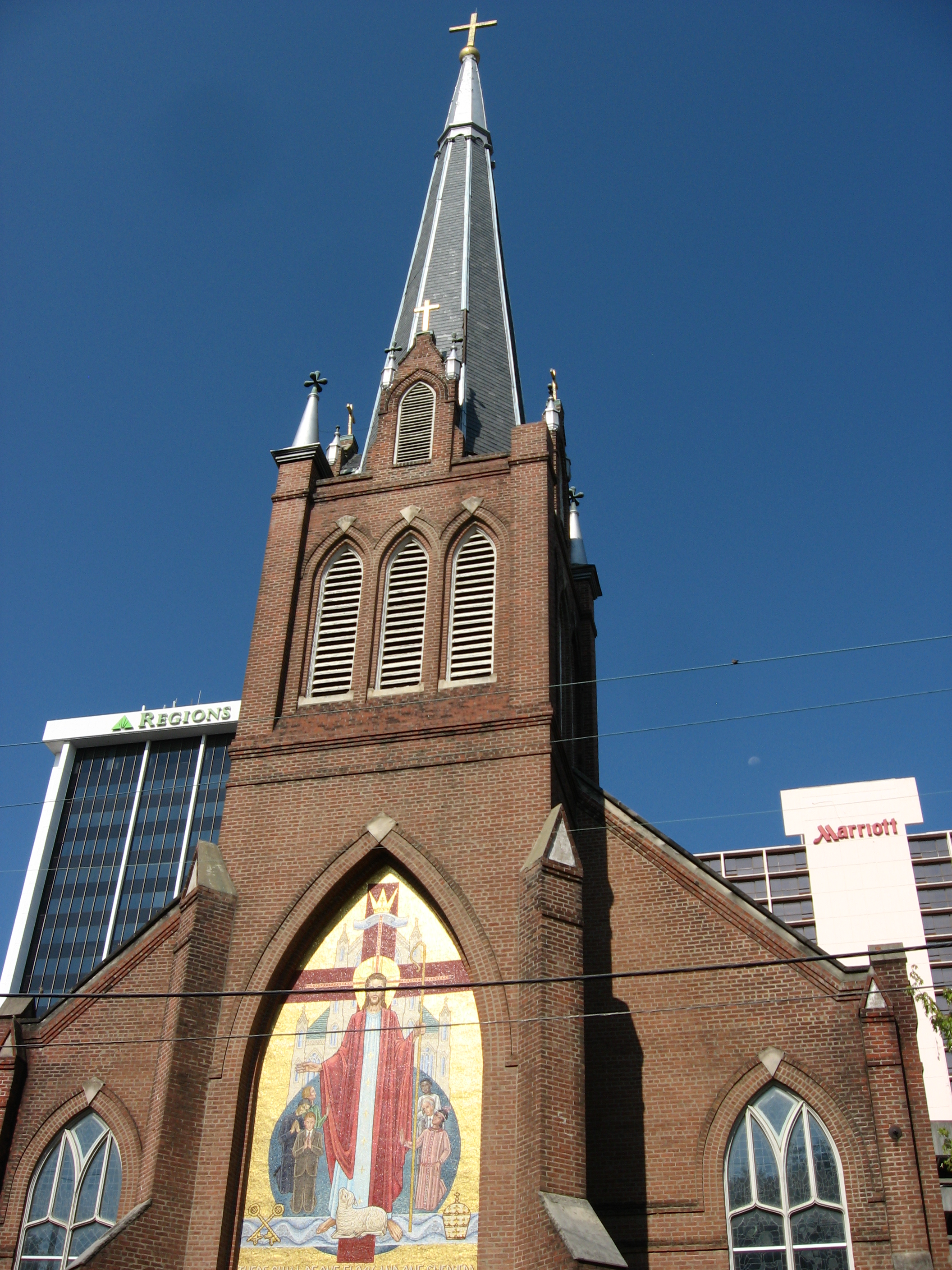
Kathedrale: St. Peter in Jackson

Das Bistum Jackson (lat.: Dioecesis Jacksoniensis) ist eine in den Vereinigten Staaten gelegene römisch-katholische Diözese mit Sitz in Jackson, Mississippi.

## Geschichte
Das Bistum Jackson wurde am 18. Juli 1826 durch Papst Leo XII. mit der Apostolischen Konstitution Inter multiplices aus Gebietsabtretungen des Bistums Louisiana und die zwei Floridas als Apostolisches Vikariat Mississippi errichtet. Das Apostolische Vikariat Mississippi wurde am 28. Juli 1837 durch Papst Gregor XVI. zum Bistum erhoben und in Bistum Natchez umbenannt. Es wurde am 19. Juli 1850 dem Erzbistum New Orleans als Suffraganbistum unterstellt. Das Bistum Natchez wurde am 18. Dezember 1956 in Bistum Natchez-Jackson umbenannt. Am 1. März 1977 gab das Bistum Natchez-Jackson Teile seines Territoriums zur Gründung des Bistums Biloxi ab. Das Bistum Natchez-Jackson wurde am 1. März 1977 in Bistum Jackson umbenannt. Am 29. Juli 1980 wurde das Bistum Jackson dem Erzbistum Mobile als Suffraganbistum unterstellt.

## Territorium
Das Bistum Jackson umfasst den nördlichen und den zentralen Teil des Bundesstaates Mississippi.

## Ordinarien

### Apostolische Vikare von Mississippi
- Louis-Guillaume-Valentin Dubourg PSS, 1825–1826, dann Bischof von Montauban

### Bischöfe von Natchez
- John Joseph Mary Benedict Chanche PSS, 1840–1852
- James Oliver Van de Velde SJ, 1853–1855
- William Henry Elder, 1857–1880, dann Koadjutorerzbischof von Cincinnati
- Francis Janssens, 1881–1888, dann Erzbischof von New Orleans
- Thomas Heslin, 1889–1911
- John Edward Gunn SM, 1911–1924
- Richard Oliver Gerow, 1924–1956

### Bischöfe von Natchez-Jackson
- Richard Oliver Gerow, 1956–1967
- Joseph Bernard Brunini, 1967–1977

### Bischöfe von Jackson
- Joseph Bernard Brunini, 1977–1984
- William Russell Houck, 1984–2003
- Joseph Nunzio Latino, 2003–2013
- Joseph Kopacz, seit 2013